# گمشدگان (مجموعه تلویزیونی ایرانی)
گمشدگان مجموعه تلویزیونی محصول سال ۱۳۹۶ به کارگردانی رضا کریمی، نویسندگی احسان جوانمرد و رضا مقصودی و تهیه‌کنندگی علی حجازی می‌باشد که از شبکه دو سیما پخش شد.

## خلاصه داستان
این مجموعه دربارهٔ دختری جوان به نام ترنج است که در رشته عکاسی تحصیل می‌کند و به این حرفه مشغول است. او برای تغییر شرایط زندگی وارد مسیری می‌شود که اتفاقات پیش‌بینی‌نشده زیادی را به همراه دارد.

## بازیگران
- پژمان بازغی
- بهنام تشکر
- کورش تهامی
- پرویز پورحسینی
- ستاره اسکندری
- افسانه بایگان
- شقایق فراهانی
- مهتاج نجومی
- فریبا نادری
- سعید داخ
- روشنک گرامی
- اشکان هورسان
- کتانه افشاری‌نژاد
- بهاران بنی‌احمدی
- حسن تسعیری
- مهرداد ضیایی
- ادوین راستاد
- رامین ناصرنصیر
- پاشا رستمی
- مینا دلشاد
- یاسر جعفری
- سارا مهدوی
- آرزو ابی زاده
- محمود جعفری
- بهرام ابراهیمی
- یاسر جهانی
- آتیه جاوید
- رضا اخلاقی‌راد
- محمدرضا اکبری
- پریا طاهری
- اکبر رحمتی
- پانته‌آ کیقبادی
- سودابه گودرزی
- محمدمهدی احدی
- سیدابراهیم عمادی
- سعید سیری

## سایر عوامل تولید
- مدیر تصویر برداری: علیرضا رنجبران
- تدوین: فریدون جامه بزرگ
- مدیر تولید: مهدی رجبی
- طراح صحنه و لباس: منصوره یزدانجو
- طراح گریم: مجید اسکندری
- صدابردار: رضا کنشلو
- عکاس: علی حمیدنژاد
- نورپرداز: نورالدین جعفری